# Vila Nova (Vila Velha)
|}Vila Nova é um bairro de Vila Velha, Espírito Santo. Foi fundado na década de 1970. O bairro pertence ao distrito de Ibes. É um bairro tranquilo e residencial e faz divisa com os bairros de: Novo México, Santa Mônica, Jardim Colorado, Brisamar e Ilha dos Bentos.

## Como Chegar
O Bairro é atendido pelas linhas de ônibus:
- 605 Terminal de Vila Velha x Terminal do Ibes (passando pela avenida principal do Bairro)
- 011 Araças x Praia da Costa (passa na avenidade principal do Bairro)
- 026 Santos Dumont x Praia da Costa - Via Vila Nova
- 624 Terminal de São Torquato x Terminal do Ibes

## Principais Pontos
Vila Nova, hoje possui um Posto de Sáude, três escolas públicas, uma ampla área de lazer com: quatro praças, dois campos de futebol, uma quadra poli-esportiva e dois play-ground's, um ponto de taxi, além de uma pequena rede de comércios e uma grande qualidade de vida, e com um dos indíces mais baixos de violência, de Vila Velha.